# Martino Bottario
L'anziano di Santa Zita è un personaggio nominato da Dante nel canto XXI dell'Inferno, come dannato alla pena dei barattieri nella quinta bolgia dell'ottavo cerchio.
ecco un de li anzïan di Santa Zita!

Mettetel sotto, ch'i' torno per anche
a quella terra, che n'è ben fornita:

ogn'uom v'è barattier, fuor che Bonturo;

del no, per li denar, vi si fa ita.»
(Inferno XXI, vv. 37-42)
Il personaggio è definito in base alla sua carica (gli "anziani" erano dieci magistrati che governavano Lucca) e alla sua città, Lucca, detta "Santa Zita" dal nome di una domestica morta a Lucca nel 1272 e venerata come santa. Non si sa chi egli fosse in realtà, anche se Dante ha lasciato alcuni indizi per cui alcuni commentatori sono argutamente risaliti al nome di Martino Bottario (o Martino Bottaio), che era già citato da un commentatore antico, Guido da Pisa: è bastato infatti cercare se tra i membri del consiglio degli anziani lucchese ve ne fosse qualcuno morto vicino alla data del viaggio immaginario di Dante (avvenuto nella settimana santa del 1300): Il Bottario infatti morì il 9 aprile 1300, esattamente nel momento in cui i due poeti si troverebbero nella bolgia degli indovini (e qui la precisione di Dante sarebbe a livelli proverbiali). 
In questo caso forse il nome è celato allora per ovvietà, avendo magari i contemporanei bene a mente chi fosse l'"anziano" in questione; oppure Dante voleva incolpare l'insieme di persone che questa rappresenta, cioè la borghesia di Lucca e i suoi magistrati, condannati in blocco come malversatori, cioè come politici corrotti che traggono profitti illeciti dalle loro cariche pubbliche, suffragato anche dalle parole del diavolo che lo getta nella pece bollente.
Martino Bottario fu un bottaio, da cui il cognome, che viene citato in documenti lucchesi del 1293 e 1295.
L'episodio nelle "malebolge" è uno dei più comici del poema, dove il poeta si diletta in quello stile sarcastico che può essere preso ad esempio della duttilità vivida della sua poesia. Il diavolo dice che a Lucca sono tutti barattieri tranne Bonturo Dati (solo quest'affermazione doveva far sorridere i contemporanei, perché egli era di fama il "numero uno" dei corrotti), e che il nuovo arrivato di Santa Zita (che all'epoca tra l'altro santa non era), faccia attenzione a stare ben immerso nella pece, che non si affacci come il Volto Santo di Lucca (da notare la blasfemia del diavolo essendo il crocifisso ligneo tanto venerato nero, come la faccia del dannato che esce dalla pece) e che non nuoti come nel Serchio.